# Келгозеро
Келгозеро — озеро в Шенкурском районе Архангельской области. Площадь водоёма 4,4 км², водосборная площадь 47,6 км². Лежит на высоте 49 метров над уровнем моря.
Расположено в 12 километрах на запад от города Шенкурск. Вытекающая река — Кера. Озеро вытянуто с севера на юг на 4,9 километра, в ширину максимальное расстояние между берегами составляет 1,3 километра. Западный и северный берега заболочены, а юго-восточный — высокий. На берегу озёра расположен единственный населённый пункт — деревня Федотовская.
Озеро доступно и часто посещается рыбаками. Преобладающая в уловах рыба — окунь, ёрш и плотва (сорога). Также в озере водится щука и карась.
Согласно данным старых карт до начала XX века озеро называлось Керозеро или Кергозеро, по названию вытекающей реки. Вероятно, со временем произошла трансформация названия с заменой буквы Р на Л.